# Строганов, Константин Васильевич
Константин Васильевич Стро́ганов (1904—1983) — советский инженер.

## Биография
Родился 28 октября (10 ноября) 1904 года в селе Крева (ныне Кимрский район, Тверская область).
Отец работал товароведом мануфактуры, после революции — продавцом в магазине, умер в 1949 году.
Константин Строганов окончил начальную школу, Каширское техническое училище и в 1927 г. Московский механический институт имени М. В. Ломоносова, отделение «Теплосиловые установки» механического факультета.
- 1927—1929 прораб по монтажу котлов на электрозаводе.
- 1929—1932 прораб по котельной на строительстве УГРЭС и ТЭЦ Кузнецкстроя.
- 1931—1935 начальник монтажного участка на строительстве электростанции Ново-Тульского металлургического завода.

С 1936 года работал на ЗИС:
- 1936—1941 начальник монтажного участка теплоэлектроцентрали;
- март-сентябрь 1941 главный механик;
- 1941—1954 заместитель главного инженера (с января 1943 года по совместительству начальник ТЭЦ);
- 1954—1969 главный инженер — заместитель директора завода;
- 1969—1975 заместитель директора завода — начальник проектного управления по проектированию комплекса заводов грузовых автомобилей ЗИЛ (будущий КАМАЗ).

27 мая 1975 года ушёл на пенсию, но 26 сентября 1977 года снова принят на работу помощником директора завода (до 1981 года).
Умер в декабре 1983 года.

## Награды, премии
- Сталинская премия второй степени (1949) — за разработку метода перевода поточного производства на выпуск новой модели автомашины без прекращения выпуска продукции.
- Государственная премия СССР (1967) — за участие в создании автомобиля ЗИЛ-130.
- орден Трудового Красного Знамени (1944, 1971)
- три ордена Ленина (1944; 1949; 1966)
- орден Октябрьской революции (1977)
- медали «За оборону Москвы» — 1944, За доблестный труд в Великой Отечественной войне − 1945, В память 800-летия Москвы — 1948, За доблестный труд. В ознаменования 100-летия со дня рождения В. И. Ленина — 1970
- Малая Золотая медаль ВДНХ СССР (1962)